# امالیا، شمال غربی
امالیا، شمال غربی (به لاتین: Amalia, North West) یک شهرک در آفریقای جنوبی است که در نامگذاری به ترتیب نقاط قطب‌نما واقع شده‌است.